# Andreas Lotte
Andreas Lotte (* 3. November 1973 in München) ist ein deutscher Ökonom und Politiker (SPD). Er war Abgeordneter im Bayerischen Landtag von 2013 bis 2018.

## Biografie
Lotte wuchs in München auf und besuchte dort die Schule. Nach einer Ausbildung im Einzelhandel studierte er Betriebswirtschaftslehre u. a. mit den Schwerpunkten Handelsbetriebslehre und Immobilienwirtschaft an der Fachhochschule Nürtingen. 2000 bis 2008 war er als Gründungsberater der Landeshauptstadt München tätig und schloss 2005 ein berufsbegleitendes Studium an der Hochschule für Politik München ab. Von 2008 bis 2013 war er im Forschungs- und Technologietransfer als Gründungsberater (LMU Spin-off Service) der Ludwig-Maximilians-Universität München tätig. Seit 2018 ist er Geschäftsführer im Verein für berufliche Integration e. V.

## Politik
Der SPD gehört Lotte seit 1989 an. 2002 wurde er als Fraktionsvorsitzender in den Bezirksausschuss 8 Schwanthalerhöhe, dem Stadtteil, in dem er auch wohnhaft ist, gewählt. Von 2008 bis 2014 war er ehrenamtlicher Stadtrat in München, wo er sich v. a. im Bereich Wohnungspolitik engagierte und maßgeblich an der Einführung des Konzeptionellen Mietwohnungsbaus beteiligt war.
Bei der Landtagswahl 2013 errang er ein Mandat und war wohnungspolitischer und forschungspolitischer Sprecher der SPD-Landtagsfraktion. Im Rahmen seiner parlamentarischen Tätigkeit setzte sich Lotte v. a. für die Schaffung bezahlbaren Wohnraums, die Verbesserung der Wohnraumaufsicht und die Reform der Modernisierungsumlage ein. 2015 rief er eine mit den unterschiedlichen sozial-, verkehrs- und wirtschaftspolitischen Aspekten der Wohnungspolitik befasste „Arbeitsgruppe Wohnen“ ins Leben. Außerdem setzte er einen Schwerpunkt auf der Einführung des Konzeptionellen Mietwohnungsbaus auf allen staatlichen Ebenen. Ein Großteil des auf dem Landesparteitag der SPD 2015 in Hirschaid beschlossenen Antragspakets zur Wohnungspolitik trägt seine Handschrift.